# Jarmo
Jarmo o Çermo (ufficialmente in curdo Cihwarê Arkeolojîk a Çermo‎) è un sito archeologico neolitico situato presso la città di Sulaymaniyya e ad est della città di Kirkuk nel Kurdistan iracheno, ai piedi dei monti Zagros e ad un'altitudine di circa 800 m s.l.m. Dagli scavi risulta una delle comunità agricole più antiche del mondo (risalendo fino al 7090 a.C.) e sostanzialmente contemporanea ad altri importanti siti neolitici come Gerico e Çatalhöyük. Il sito ha un'estensione di circa 3-4 ettari.

## Scoperta del sito e campagne di scavo
Il sito venne scoperto nel 1940 dalla Direzione delle Antichità dell'Iraq e successivamente venne scavato dal famoso archeologo Robert Braidwood, dell'Istituto Orientale dell'Università di Chicago, che era alla ricerca di fonti materiali che attestassero le origini della rivoluzione neolitica. Braidwood scavò il sito nell'ambito del vasto progetto di ricognizione archeologica "Iraq-Jarmo" per tre stagioni; nel 1948, nel 1950-51 e nel 1954-55. Una quarta campagna, prevista per il biennio 1958-59, non poté essere effettuata a causa dello scoppio della Rivoluzione del 14 luglio in Iraq.

Nella campagna del 1954-55, Braidwood utilizzò per la prima volta un approccio multidisciplinare nel tentativo di perfezionare i metodi di ricerca e di chiarire l'origine della domesticazione di piante e animali. Tra i membri del suo team, infatti, c'erano un geologo, Herbert Wright, un paleobotanico, Hans Helbaek, un esperto di ceramica e datazione al radiocarbonio, Frederic Mason e Charles Reed, zoologo oltre a diversi archeologi. Successivamente il metodo interdisciplinare sarà utilizzato in tutti gli studi archeologici di una certa importanza. Nel 2012, un team della University College di Londra ha intrapreso nuovi scavi nel sito.

## Il villaggio
Gli scavi hanno portato alla luce un villaggio con un'area complessiva tra i 12.000 e i 16.000m². Il livello più antico è stato datato tramite radiocarbonio al 7090 a.C. mentre quello più recente risale al 4950 a.C. L'intero sito consiste di dodici livelli. Jarmo sembra comprendere due differenti insediamenti neolitici contemporanei alla cultura di Gerico o alla fase neolitica di Shanidar. L'insediamento posto più in alto dovrebbe risalire a un periodo tra il 6200 e il 5800 a.C. ed è composto da venticinque case di mattoni seccati al sole, con tetti di fango e semplici fondamenta in pietra scavate nel terreno. Le abitazioni riportano segni di frequenti riparazioni o ricostruzioni, il villaggio accoglieva in tutto circa 150 individui e tutto dimostra che fosse stabilmente occupato. Nelle fasi più antiche sono stati rinvenuti molti oggetti in pietra, selce e ossidiana. Proprio l'uso di questo materiale, estratto a circa 200 chilometri di distanza nei pressi del lago di Van, così come la presenza di conchiglie ornamentali dal Golfo Persico, suggeriscono che gli abitanti possedessero già una qualche forma di commercio organizzato. Nei livelli più antichi sono state anche rinvenute ceste impermeabilizzate con pece, materiale di cui la zona era ricca.

## Agricoltura e allevamento
L'attività agricola è attestata dalla presenza di falci di pietra, coltelli, ciotole e altri oggetti atti alla raccolta, la preparazione e la conservazione dei cibi; a questi s'aggiungono recipienti realizzati in marmo e decorati. Nei livelli successivi sono stati ritrovati anche strumenti in osso, in particolare punte per forare e cucchiai. Gli abitanti del villaggio di Jarmo coltivavano farro, una specie primitiva di orzo e lenticchie. La loro dieta, e quella dei loro animali, comprendeva anche piante selvatiche come piselli, ghiande, semi di carruba, pistacchi e grano selvatico. Sono stati rinvenuti anche abbondanti gusci di lumache. Le prove dimostrano che capre, pecore e cani erano già stati addomesticati. Nei livelli più recenti si è notato anche un addomesticamento dei suini assieme ai primi esemplari di manufatti in ceramica.

## Ceramica e religione
Jarmo è uno dei più antichi siti in cui siano stati rinvenuti manufatti in ceramica,  risalenti al settimo millennio a.C. Gli oggetti sono realizzati a mano, di concezione molto semplice e molto spessi. Sono state rinvenute figure di creta, zoomorfe o antropomorfe, tra cui figure di donne in gravidanza che si pensa possano essere dee della fertilità, simili alla Dea Madre di successive culture neolitiche nella stessa regione.